# Copa Intertoto da UEFA de 2005
A Copa Intertoto da UEFA de 2005 foi a 11ª edição da prova, ganha pelo Lens, Marseille, e Hamburg. As três equipas qualificaram-se para a Copa da UEFA de 2005-06.

## 1ª Eliminatória
Os jogos realizaram-se a 18 e 19 de Junho para a primeira mão e 25 e 26 de Junho os da segunda mão.
| Equipe 1            | Total | Equipe 2                       | 1.º jogo | 2.º jogo |
| ------------------- | ----- | ------------------------------ | -------- | -------- |
| Beitar Jerusalém    | 6-4   | FK Sileks Kratovo              | 4-3      | 2-1      |
| Bohemian F.C.       | 2-3   | KAA Gent                       | 1-0      | 1-3      |
| Tiligul Tiraspol    | 2-9   | Pogoń Szczecin                 | 0-3      | 2-6      |
| Valletta F.C.       | 2-7   | FK Budućnost Podgorica         | 0-5      | 2-2      |
| Narva Trans         | 1-2   | K.S.C. Lokeren Oost-Vlaanderen | 0-2      | 1-0      |
| FC Victoria Rosport | 2-5   | IFK Göteborg                   | 1-2      | 1-3      |
| Dinamo Tirana       | 3-5   | NK Varteks                     | 2-1      | 1-4      |
| NK Slaven Belupo    | 2-0   | NK Drava Ptuj                  | 1-0      | 1-0      |
| Lernagorts-Ararat   | 1-9   | Neuchâtel Xamax                | 1-3      | 0-6      |
| CFR Ecomax Cluj     | 7-3   | FK Vėtra                       | 3-2      | 4-1      |
| Olympiakos Nicósia  | 0-16  | Gloria Bistriţa                | 0-5      | 0-11     |
| Skála ÍF            | 0-3   | Tampere United                 | 0-2      | 0-1      |
| Vasas SC            | 0-2   | FK ZTS Dubnica                 | 0-0      | 0-2      |
| FK Žalgiris Vilnius | 2-0   | Lisburn Distillery F.C.        | 1-0      | 1-0      |
| FK Karvan           | 1-4   | Lech Poznań                    | 1-2      | 0-2      |
| FC Rànger's         | 1-6   | SK Sturm Graz                  | 1-1      | 0-5      |
| Bangor City F.C.    | 1-4   | Dinaburg FC                    | 1-2      | 0-2      |
| FK Smederevo        | 1-3   | FK Pobeda                      | 0-1      | 1-2      |
| FC Neman            | 0-1   | FC Tescoma Zlín                | 0-1      | 0-0      |
| Lombard-Pápa TFC    | 3-1   | FC WIT Georgia                 | 2-1      | 1-0      |
| FC Inter            | 4-0   | ÍA Akranes                     | 0-0      | 4-0      |

## 2ª Eliminatória
Os jogos realizaram-se a 2 e 3 de Julho para a primeira mão e 9 e 10 de Julho os da segunda mão.
| Equipe 1                       | Total      | Equipe 2               | 1.º jogo | 2.º jogo |
| ------------------------------ | ---------- | ---------------------- | -------- | -------- |
| SK Sigma Olomouc               | 1-0        | Pogoń Szczecin         | 1-0      | 0-0      |
| CFR Cluj                       | 1-1 (g.p.) | Athletic Bilbao        | 1-0      | 0-1      |
| VfL Wolfsburg                  | 5-3        | SK Sturm Graz          | 2-2      | 3-1      |
| Deportivo de La Coruña         | 4-2        | FK Budućnost Podgorica | 3-0      | 1-2      |
| B.B. Ankaraspor                | 1-4        | FK ZTS Dubnica         | 0-4      | 1-0      |
| FC Slovan Liberec              | 7-2        | Beitar Jerusalém       | 5-1      | 2-1      |
| AS Saint-Étienne               | 3-2        | Neuchâtel Xamax        | 1-1      | 2-1      |
| KAA Gent                       | 1-0        | FC Tescoma Zlín        | 1-0      | 0-0      |
| Hamburger SV                   | 8-2        | FK Pobeda              | 4-1      | 4-1      |
| NK Slaven Belupo               | 4-2        | Gloria Bistriţa        | 3-2      | 1-0      |
| K.S.C. Lokeren Oost-Vlaanderen | 3-5        | BSC Young Boys         | 1-4      | 2-1      |
| NK Varteks                     | 6-5        | FC Inter               | 4-3      | 2-2      |
| Tampere United                 | 1-0        | R. Charleroi S.C.      | 1-0      | 0-0      |
| Lombard-Pápa TFC               | 2-4        | IFK Göteborg           | 2-3      | 0-1      |
| FK Žalgiris Vilnius            | 3-2        | Dinaburg FC            | 2-0      | 1-2      |
| RC Lens                        | 3-1        | Lech Poznań            | 2-1      | 1-0      |

## 3ª Eliminatória
Os jogos realizaram-se a 16 e 17 de Julho para a primeira mão e 23 de Julho os da segunda mão.
| Equipe 1               | Total      | Equipe 2               | 1.º jogo | 2.º jogo |
| ---------------------- | ---------- | ---------------------- | -------- | -------- |
| Deportivo de La Coruña | 4-0        | NK Slaven Belupo       | 1-0      | 3-0      |
| Egaleo FC              | 4-5        | FK Žalgiris Vilnius    | 1-3      | 3-2      |
| Borussia Dortmund      | 1-1 (g.f.) | SK Sigma Olomouc       | 1-1      | 0-0      |
| BSC Young Boys         | 3-5        | Olympique de Marseille | 2-3      | 1-2      |
| NK Varteks             | 2-5        | RC Lens                | 1-1      | 1-4      |
| Roda JC                | 1-1 (g.f.) | FC Slovan Liberec      | 0-0      | 1-1      |
| UD Leiria              | 0-3        | Hamburger SV           | 0-1      | 0-2      |
| KAA Gent               | 0-2        | Valencia CF            | 0-0      | 0-2      |
| FK ZTS Dubnica         | 1-5        | Newcastle United F.C.  | 1-3      | 0-2      |
| S.S. Lazio             | 4-1        | Tampere United         | 3-0      | 1-1      |
| IFK Göteborg           | 0-4        | VfL Wolfsburg          | 0-2      | 0-2      |
| CFR Cluj               | 3-3 (g.f.) | AS Saint-Étienne       | 1-1      | 2-2^     |

^jogado a 24 de Julho

Legenda:
- g.p. - equipa apurou-se após disputa de desempate por penalties

## Meias-finais
Os jogos realizaram-se a 27 de Julho e 3 de Agosto.
| Equipe 1               | Total | Equipe 2               | 1.º jogo | 2.º jogo |
| ---------------------- | ----- | ---------------------- | -------- | -------- |
| Valencia CF            | 4-0   | Roda JC                | 4-0      | 0-0      |
| FK Žalgiris Vilnius    | 2-7   | CFR Cluj               | 1-2      | 1-5      |
| SK Sigma Olomouc       | 0-4   | Hamburger SV           | 0-1      | 0-3      |
| Deportivo de La Coruña | 4-2   | Newcastle United F.C.  | 2-1      | 2-1      |
| VfL Wolfsburg          | 0-4   | RC Lens                | 0-0      | 0-4      |
| S.S. Lazio             | 1-4   | Olympique de Marseille | 1-1      | 0-3      |

## Finais
Os jogos realizaram-se a 9 e 23 de Agosto.
| Equipe 1               | Total | Equipe 2               | 1.º jogo | 2.º jogo |
| ---------------------- | ----- | ---------------------- | -------- | -------- |
| CFR Cluj               | 2-4   | RC Lens                | 1-1      | 1-3      |
| Deportivo de La Coruña | 3-5   | Olympique de Marseille | 2-0      | 1-5      |
| Hamburger SV           | 1-0   | Valencia CF            | 1-0      | 0-0      |